# Franz Aepinus
Franz Ulrich Theodor Aepinus, também conhecido como Franz Ulrich Maria Theodor Aepinus (Rostock, 13 de dezembro de 1724 — Tartu, 22 de agosto de 1802), foi um astrônomo, matemático, físico e filósofo natural alemão.

## Vida
Aepinus é originário de uma família de educadores. Um antepassado seu, Johannes Aepinus (1499–1553), foi um dos teólogos líderes da Reforma Protestante, e o primeiro que adaptou o sobrenome grego da família para Hoch ou Huck. O pai de Aepinus foi professor de teologia na Universidade de Rostock. Aepinus  estudou medicina e matemática na Universidade Friedrich Schiller de Jena e em Rostock. Fez mestrado em 1747 com dissertação sobre a trajetória de corpos em queda. Durante este tempo lidou com problemas matemáticos, tais como equações algébricas, solução de equações diferenciais parciais e números negativos.
Em 1755 foi nomeado diretor do Observatório de Berlim, onde conheceu Leonhard Euler, de quem foi hóspede durante os dois anos em que permaneceu na capital prussiana. Foi membro da Academia de Ciências da Prússia. Embora tenha sido diretor do observatório, não fez nenhuma pesquisa astronômica de relevância. No entanto foi neste período que fez seus mais significativos trabalhos científicos. Seu aluno de Rostock Johan Carl Wilcke despertou sua atenção para problemas da eletricidade. Wilcke trabalhou em sua dissertação com as propriedades da turmalina, reconhecendo suas propriedades piezoelétricas. Aepinus pesquisou a mudança da polarização da turmalina e outros cristais em dependência da temperatura (efeito piroelétrico). Observou que as propriedades elétricas dos cristais são semelhantes às propriedades magnéticas, concluindo que eletricidade e magnetismo são de mesma natureza. Em 1759 escreveu o livro Tentamen theoriae electricitatis et magnetismi (Tentativa de uma teoria sobre a eletricidade e o magnetismo).
Aepinus tornou-se membro da Academia de Ciências da Rússia em 1757, quando estabeleceu-se em São Petersburgo, onde foi professor de física. Tido em alta consideração por Catarina, a Grande, a quem incumbiu-o da educação de seu filho, Paulo I da Rússia. Em 1785 foi eleito membro estrangeiro da Academia de Ciências de Göttingen.
Cientistas russos, em especial Mikhail Lomonossov, não aceitaram as teorias de Aepinus, motivados principalmente por questões pessoais, por ter o alemão feito carreira tão rapidamente junto à elite reinante. Em 1798 Aepinus recolheu-se à vida privada.